# Eodorcadion ptyalopleurum
Eodorcadion ptyalopleurum är en skalbaggsart som först beskrevs av Suvorov 1909.  Eodorcadion ptyalopleurum ingår i släktet Eodorcadion och familjen långhorningar. Inga underarter finns listade i Catalogue of Life.